# Massaker von Rumbula

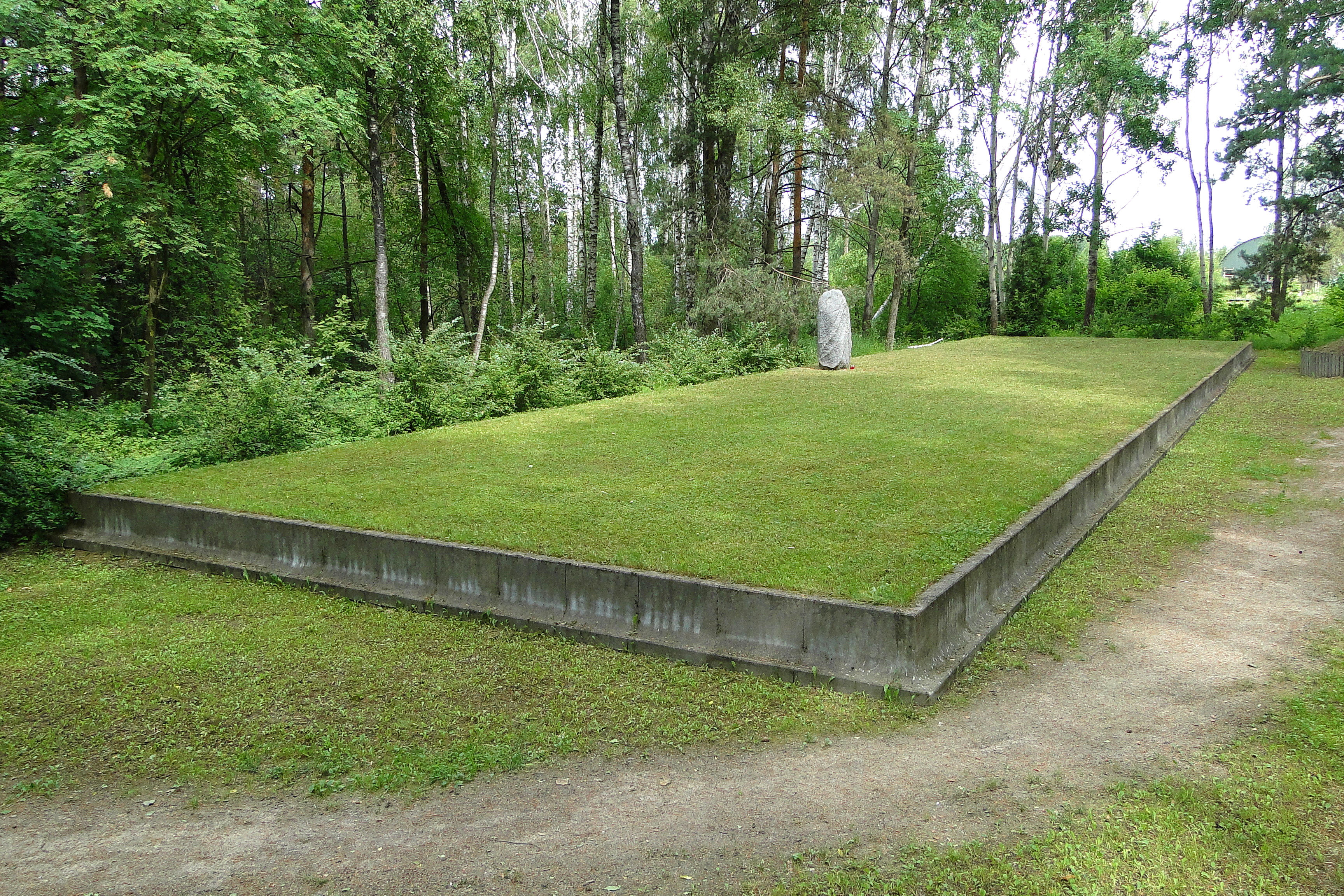
Mit Betonsteinen eingefasstes Massengrab

Während des Massakers von Rumbula ermordeten Angehörige der SS im Wald von Rumbula (deutsch Rummel), einem Kiefernwäldchen im gleichnamigen Stadtteil von Riga, Ende 1941 an nur zwei Tagen über 26.000 lettische sowie 1053 Berliner Juden.

## Historischer Rahmen
Adolf Hitler hatte am 17. September 1941 entschieden, die deutschen Juden in den Osten zu deportieren. Das als Zielort vorgesehene Ghetto Minsk konnte schon bald keine Verschleppten mehr aufnehmen, weitere Züge wurden nach Kowno/Kaunas umgeleitet. Rund 20 Deportationstransporte sollten nach Riga führen.
Aber auch das nicht lange davor eingerichtete Ghetto von Riga war überfüllt und konnte die Deportierten aus Deutschland nicht aufnehmen. Heinrich Himmler beauftragte darum den Höheren SS- und Polizeiführer (HSSPF) und Führer des SS-Oberabschnitts Ostland, Friedrich Jeckeln, im Rigaer Ghetto „Platz zu schaffen“ und die dortigen jüdischen Insassen zu töten.

## Massenerschießung

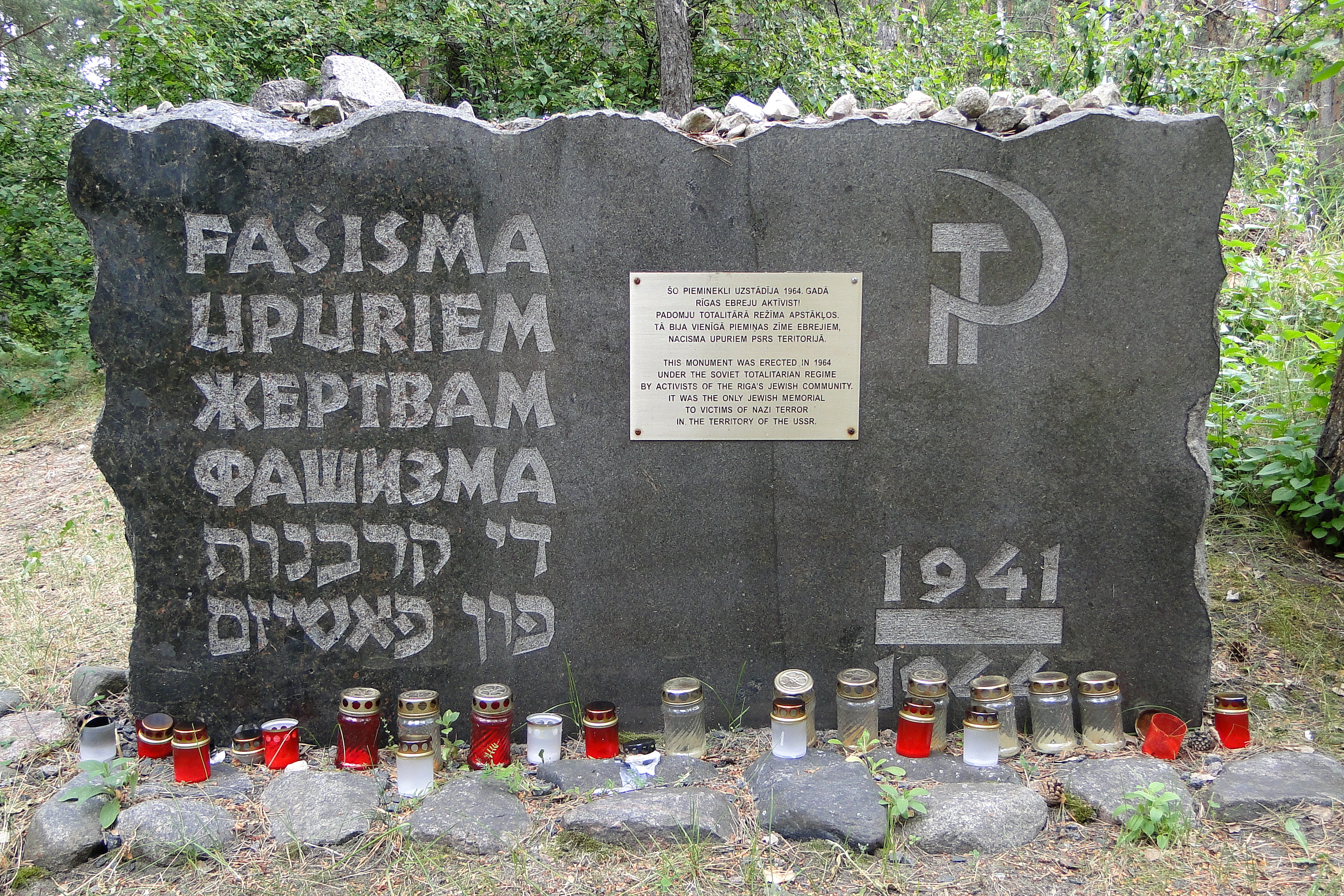
Den Opfern des Faschismus gewidmetes Mahnmal, 1964 in der Sowjetunion von Mitgliedern der Jüdischen Gemeinde Riga errichtet. Inschriften in Lettisch, Russisch und Jiddisch.

Am 30. November 1941 wurden etwa 14.000 einheimische Juden des Ghettos in ausgehobenen Gruben in den nahen Wäldern von Rumbula unter Mitwirkung von 500 lettischen Hilfspolizisten und 300 deutschen Polizeikräften und SS-Männern erschossen. Am gleichen Tag erreichte morgens der erste Transportzug aus Deutschland mit 1.053 Berliner Juden den Rangierbahnhof Šķirotava am südlichen Stadtrand von Riga. Diese Personen gehörten zu den ersten Opfern, die im Wald von Rumbula ermordet wurden; für sein in diesem Fall eigenmächtiges Handeln wurde Jeckeln von Himmler gerügt. Am 8./9. Dezember wurden noch einmal 12.500 Menschen aus dem Ghetto an ausgehobenen Gruben in den nahen Wäldern von Rumbula erschossen. Unter den Opfern der Massenmorde vom November und Dezember waren 15.650 Juden, die als arbeitsfähig eingestuft waren.
Bei dieser „Aktion“ war der Reichskommissar für das Ostland, Hinrich Lohse, anwesend; er war von Jeckeln dazu eingeladen worden.

## Tatschilderungen
Bekannt sind nur wenige Überlebende des Massakers; eine von ihnen, Frida Michelson, ließ sich in einem Moment, da das Wachpersonal unaufmerksam war, zu Boden fallen und stellte sich tot. Zudem überlebten Ella Madalje, das Ehepaar Lutrins und die damals knapp 22-jährige Beila Hamburg. Zwei weitere Berichte – einer von einem Täter – finden sich in der Quellenedition Die Verfolgung und Ermordung der europäischen Juden durch das nationalsozialistische Deutschland 1933–1945.
Den Ort hatte Jeckeln selbst ausgesucht. Im sogenannten Forst Letbartskij, einem Teilstück des Waldes, standen die Bäume nicht eng beieinander, das Gelände war leicht hügelig und konnte nicht gut eingesehen werden, der Boden war sandig, aber fest genug, so dass Gruben ohne Böschung ausgehoben werden konnten. 300 russische Kriegsgefangene wurden gezwungen, mehrere 3 Meter tiefe Gruben auszuheben. Männer und Frauen wurden in getrennten Kolonnen aufgestellt. Sie mussten sich bei den herrschenden eisigen Temperaturen entkleiden; Frauen durften die Unterwäsche anbehalten. Wertgegenstände sollten in einen Koffer geworfen werden. Dann wurde der Befehl erteilt, dass sich die Opfer in die Gruben zu legen hätten. Fünf oder sechs Schützen, die regelmäßig nach eineinhalb Stunden abgelöst wurden, schossen ihnen mit Maschinenpistolen ins Genick. Die nächste Gruppe musste sich auf die noch warmen Leichen legen und wurde auf dieselbe Art und Weise ermordet.
Der erste Transportzug aus Berlin nach Riga endete nicht am Zielbahnhof Šķirotava; dort übergab die den Transport begleitende Berliner Schutzpolizei die Begleitpapiere an die örtliche Sicherheitspolizei. Der Zug wurde auf die Abstellgleise der Bahnstation Rumbula weitergeleitet. Die Berliner Juden wurden in die ersten Kolonnen der Rigaer Juden eingereiht und an den vorbereiteten Gruben erschossen.

## Enterdungsaktion
Während des Holocaust wurden 90 Prozent der lettischen Juden ermordet. Als sich der Kriegsverlauf gegen die Deutschen wendete, sollten die Spuren der Massenverbrechen durch das „Sonderkommando 1005“ beseitigt werden. Zweieinhalb Jahre nach den Massenmorden nahm ein Sonderkommando unter SS-Hauptsturmführer Walter Helfsgott seine Arbeit auch an diesem inzwischen von Pflanzen bewachsenen Tatort auf. Von Ende April bis Anfang Juni 1944 mussten rund 30 jüdische Gefangene die Massengräber öffnen; zeitweilig wurde auch ein Greifbagger eingesetzt. Die Toten wurden mit Metallhaken aus den Gruben gezogen und auf Scheiterhaufen mit Lagen von Brennholz geschichtet, die vor dem Entzünden mit Dieselöl oder Benzin übergossen wurden. Später mussten die Zwangsarbeiter Wertgegenstände aus der Asche sieben, unverbrannte Knochen mit einer Knochenmühle zerkleinern und die Asche verstreuen. Sowohl tagsüber als auch während der Nacht waren die Arbeiter mit Fußketten gefesselt. In der Regel wurden diese Zwangsarbeiter anschließend umgebracht.

## Gedenken
Erste Bemühungen um ein Gedenken gehen auf die 1960er Jahre zurück. Trotz einiger Widerstände seitens der Sowjetmacht brachten Juden 1963 eine Tafel an einem Baum im Wald von Rumbula an, die eine jiddische Inschrift trug. Zudem wurde ein großformatiges Poster des Künstlers Joseph Kuzkovsky in Sichtnähe der Eisenbahnlinie Moskau-Riga angebracht; es zeigte einen Mann, der sich anschickt, einem Grab zu entsteigen. Die beiden Tafeln verschwanden nach kurzer Zeit. Bald darauf, im Jahre 1964, erhielten jüdische Initiatoren die Genehmigung, einen Gedenkstein mit der Inschrift „Für die Opfer des Faschismus“ zu setzen. Diese Inschrift war zwar dreisprachig gefasst – russisch, lettisch, jiddisch – verschwieg aber, dass es sich bei den Opfern um Juden handelt.
Im November 2002 wurde mit finanzieller Unterstützung aus den USA, aus Israel, aus Lettland und Deutschland eine Holocaustgedenkstätte fertiggestellt. Am Eingang steht eine Metallkonstruktion, die die Gewaltherrschaft der Nationalsozialisten symbolisiert, und es gibt mehrsprachige Erklärungen der Ereignisse. Im zentralen Platz, der nach einem Davidstern geformt ist, erhebt sich eine Menora über einer großen Ansammlung von Steinen, die teils die Namen von Opfern, teils die Straßennamen des Ghettos tragen. Zudem sind etliche der bekannten Massengräber mit Betonsteinen eingefasst und dadurch im Wald kenntlich gemacht.

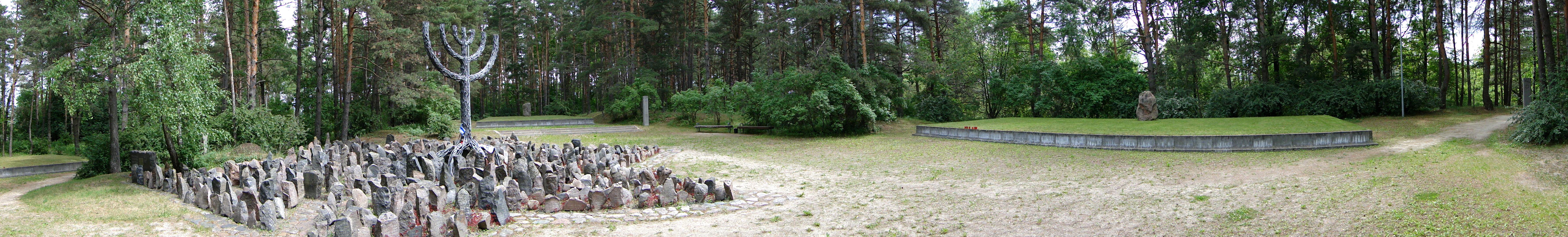
Holocaustgedenkstätte Rumbula

## Dokumentarfilm
- Dokumentarfilm: Wir haben es doch erlebt...- Das Ghetto von Riga Buch und Regie: Jürgen Hobrecht